# Luís Galego
Luís Galego (Porto, 25 d'abril de 1966), és un jugador d'escacs portuguès, que té el títol de Gran Mestre des de 1992.
A la llista d'Elo de la FIDE de gener de 2014, hi tenia un Elo de 2465 punts, cosa que en feia el jugador número 2 (en actiu) de Portugal. El seu màxim Elo va ser de 2543 punts, a la llista d'abril de 2006 (posició 351 al rànquing mundial).

## Resultats destacats en competició
Galego ha estat 3 cops Campió de Portugal, els anys 1994, 2004, i 2005.
El 2006, va empatar als llocs 2n-9è amb Luke McShane, Stephen J. Gordon, Gawain Jones, Šarūnas Šulskis, Danny Gormally, Klaus Bischoff i Karel van der Weide al II Campionat individual obert de la UE a Liverpool.

### Participació en olimpíades d'escacs
Galego ha participat, representant Portugal, en deu Olimpíades d'escacs, totes les edicions celebrades entre els anys 1990 i 2008 (amb un total de 54½ punts de 101 partides, un 54%). A les edicions de 1990 i 1992 hi participà com a Mestre de la FIDE, a les edicions entre 1994 i 2000 hi participà com a MI, i a partir de 2002 com a GM, (i ha jugat sempre al primer tauler des de 2002).